# طواف أمريكا للدراجات 2017
طواف أمريكا للدراجات 2017 هو الموسم الثالث عشر من طواف أمريكا للدراجات. بدأ الموسم في 24 أكتوبر 2016 مع فلوتا غواتيمالا، وسوف ينتهي في 7 أكتوبر 2017.

## الأحداث

### 2016
| التاريخ      | اسم السباق              | المكان    | التصنيف ‏ | الفائز                 | الفريق                                | مرجع  |
| ------------ | ----------------------- | --------- | -------- | ---------------------- | ------------------------------------- | ----- |
| Oct 24–Nov 1 | فولتا غواتيمالا 2016    | غواتيمالا | 2.2      | Román Villalobos (CRC) | زيرو أونو كانيل ‏                      | [ 1 ] |
| ديسمبر 11    | Gran Premio de San José | كوستاريكا | 1.2      | بابلو ألاركون ‏ (CHI)   | زيرو أونو كانيل ‏                      | [ 2 ] |
| Dec 13–25    | فولتا كوستاريكا 2016    | كوستاريكا | 2.2      | سيزار روجاس (CRC)      | Frijoles Los Tierniticos Arroz Halcón | [ 3 ] |

### 2017
| التاريخ            | اسم السباق                                                              | المكان              | التصنيف ‏ | الفائز                           | الفريق                        | مرجع   |
| ------------------ | ----------------------------------------------------------------------- | ------------------- | -------- | -------------------------------- | ----------------------------- | ------ |
| يناير 13–22        | فولتا تاشيرا                                                            | فنزويلا             | 2.2      | جوناثان ساليناس (VEN)            | Kino Táchira-Royal Bike       | [ 4 ]  |
| يناير 23–29        | فولتا سان خوان 2017                                                     | الأرجنتين           | 2.1      | باوك موليما (NED)                | تريك سيغافريدو                | [ 5 ]  |
| فبراير 26 – مارس 5 | Vuelta a la Independencia Nacional                                      | جمهورية الدومينيكان | 2.2      | إسماعيل سانشيز (DOM)             | Aero Cycling Team             | [ 6 ]  |
| مارس 30 – أبريل 2  | Joe Martin Stage Race                                                   | الولايات المتحدة    | 2.2      | روبن كاربنتر (USA)               | Holowesko Citadel Racing Team | [ 7 ]  |
| أبريل 7–16         | Vuelta al Uruguay                                                       | الأوروغواي          | 2.2      | Magno Nazaret (BRA)              | Soul Brasil Pro Cycling       | [ 8 ]  |
| أبريل 19–23        | طواف غيلا ‏                                                              | الولايات المتحدة    | 2.2      | إيفان هوفمان (USA)               | رالي سايكلينغ                 | [ 9 ]  |
| مايو 4             | بطولة بان أميركان لسباق الدراجات على الطريق والمضمار 2017 ‏ – Time Trial | جمهورية الدومينيكان | CC       | خوسيه لويس رودريغيز أغيلار (CHI) | Gamu-La Pintana               | [ 10 ] |
| مايو 7             | بطولة بان أميركان لسباق الدراجات على الطريق والمضمار 2017 ‏ – Road Race  | جمهورية الدومينيكان | CC       | نيلسون سوتو ‏ (COL)               | Coldeportes–Zenú              | [ 11 ] |
| مايو 29            | Winston-Salem Cycling Classic                                           | الولايات المتحدة    | 1.1      | روبن كاربنتر (USA)               | Holowesko Citadel Racing Team | [ 12 ] |
| يونيو 8–11         | Grand Prix Cycliste de Saguenay                                         | كندا                | 2.2      | ستيف فيشر (دراج) (USA)           | Hangar 15 Bicycles            | [ 13 ] |
| يونيو 14–18        | تور دي بوس                                                              | كندا                | 2.2      | Andžs Flaksis (LAT)              | Holowesko Citadel Racing Team | [ 14 ] |
| يوليو 9            | White Spot / Delta Road Race                                            | كندا                | 1.2      | جون ميرفي (دراج) (USA)           | Holowesko Citadel Racing Team | [ 15 ] |
| يوليو 19–23        | Cascade Cycling Classic                                                 | الولايات المتحدة    | 2.2      | روبن كاربنتر (USA)               | Holowesko Citadel Racing Team | [ 16 ] |
| يوليو 28–Aug 6     | سباق جوادلوب ‏                                                           | جوادلوب             | 2.2      | Sébastien Fournet-Fayard (FRA)   | Pro Immo Nicolas Roux         | [ 17 ] |
| يوليو 31–Aug 6     | طواف يوتا                                                               | الولايات المتحدة    | 2.HC     | روب بريتون (CAN)                 | رالي سايكلينغ                 |        |
| أغسطس 1–13         | فولتا كولومبيا 2017                                                     | كولومبيا            | 2.2      | أريستوبولو كالا ‏ (COL)           | Bicicletas Strongman          |        |
| أغسطس 10–13        | كولورادو كلاسيك 2017                                                    | الولايات المتحدة    | 2.HC     | Manuel Senni (ITA)               | بي إم سي راسينغ               |        |
| Aug 30–Sep 3       | Tour de Santa Catarina                                                  | البرازيل            | 2.2      |                                  |                               |        |
| سبتمبر 1–4         | طواف ألبرتا                                                             | كندا                | 2.1      | إيفان هوفمان (USA)               | رالي سايكلينغ                 |        |
| Sep 27–Oct 1       | Tour do Rio                                                             | البرازيل            | 2.2      |                                  |                               |        |
| أكتوبر 1           | Tobago Cycling Classic                                                  | ترينيداد وتوباغو    | 1.2      |                                  |                               |        |

## وصلات خارجية
- الموقع الرسمي